# Sebastian Negri
Pour les articles homonymes, voir Negri.

a Compétitions nationales et continentales officielles uniquement.

b Matchs officiels uniquement.
Dernière mise à jour le 19 août 2019.
Sebastian Luke Negri da Oleggio, né le 30 juin 1994 à Marondera (Zimbabwe), est un joueur international italien de rugby à XV jouant au poste de troisième ligne aile au Benetton Trévise.

## Biographie
Sebastian Négri naît au Zimbabwe dans une famille d'agriculteurs. Cependant, alors qu'il a sept ans, il est contraint de fuir le pays en raison des politiques anti-blancs du président Robert Mugabe. Sous les coups de feu, il se réfugie en moins de 24 heures dans la famille de son père, en Italie,. Au niveau international, il choisit donc de représenter son pays d'origine et d'adoption.
En mai 2023, il est sélectionné avec l'Italie dans un groupe de 46 joueurs pour préparer la Coupe du monde 2023.
En janvier 2024, il est convoqué pour le Tournoi des Six Nations. Cependant, il se blesse lors de la première journée et est forfait par la suite.